# شايلا مونييفا
شايلا مونييفا (بالإنجليزية: Sheila Munyiva)‏ (مواليد 27 مارس 1993، نيروبي)، هي مُمثلة ومُخرجة كينية.

## أعمالها
- 2018: «رفيقي» (بالإنجليزية: Rafiki)‏ في دور زيكي أوكيما.
- 2018: «الضيف» (بالفرنسية: L'invité)‏ (مُسلسل تلفزيوني).
- 2019: «كانتري كوين» (بالإنجليزية: Country Queen)‏ في دور آنا (مُسلسل تلفزيوني).

## روابط خارجية
شايلا مونييفا على موقع IMDb (الإنجليزية)